# Micha Kat
Micha Kat (Amsterdam, 5 april 1963) is een Nederlands complotdenker, publicist en activist. Hij is meerdere malen veroordeeld en heeft meerdere celstraffen uitgezeten wegens (doods)bedreigingen, valse bommeldingen, opruiing, het uiten van valse beschuldigingen, laster, smaadschrift, belaging, belediging van meerdere mensen en vernieling.
Kat werd met name bekend vanwege vermeende misstanden die hij op zijn website aan de kaak stelde. Steeds vaker gingen die artikelen over complottheorieën. Kat woonde jaren in het buitenland, onder andere in Laos, IJsland en Noord-Ierland, en anno 2025 in Brazilië, vanwaaruit hij vrijwel dagelijks (video)berichten op sociaalnetwerksite X plaatst.

## Biografie
Vanaf 1990 schreef Kat als stagiair en later als freelancer voor NRC Handelsblad, maar vanwege een ruzie stopte hij daarmee in 2002. Sindsdien beschuldigt Kat de krant middels zijn boek Lux, Libertas en Leugens en via diverse websites van verschillende onrechtmatigheden. In 2008 leidde dit tot een door NRC aangespannen rechtszaak, die door Kat gewonnen werd. De voorzieningenrechter overwoog dat de uitlatingen van Kat op zijn website 'niet letterlijk moeten worden opgevat en niet serieus genomen kunnen worden'.
In 2004 werd Kat voor de rechter gedaagd door de vicepresident van de Haagse rechtbank, Hans Westenberg, nadat diens integriteit door Kat in zijn boek Topadvocatuur en op zijn weblog in twijfel was getrokken. De rechtbank oordeelde eind 2005 dat Kat met zijn publicaties niet onrechtmatig had gehandeld. In 2008 oordeelde de rechtbank dat de advocaat die door Kat aan het woord was gelaten dat wel had gedaan. Westenberg kondigde in maart 2008 aan in hoger beroep te zullen gaan. Op 23 juni 2009 werd het hoger beroep grotendeels afgewezen.
In juli 2008 publiceerde Kat artikelen op een aantal websites waarbij hij Fortis en haar bestuursvoorzitter Maurice Lippens in verband bracht met pedofilie en seksueel misbruik van kinderen. Deze artikelen heeft Kat moeten rectificeren.

### 2010 tot 2015
Op 4 februari 2010 verstoorde Kat de verhoren van de commissie-De Wit. Tijdens het verhoor van Nout Wellink schreeuwde Kat vanaf de publieke tribune iets over de Trilaterale Commissie en de Bilderbergconferentie. Nadat Kat was afgevoerd vertelde Wellink de commissie dat hij al langer door Kat werd achtervolgd. Later in dat jaar gaf Kat zich ten onrechte uit voor journalist van De Telegraaf. De krant besloot hierop Kat voor de voorzieningenrechter te dagen, die oordeelde dat Kat onrechtmatig gehandeld had en bij herhaling een dwangsom van 5000 euro zou moeten betalen.
In 2011 bedreigde hij vanuit zijn nieuwe domicilie Laos het ministerie van Veiligheid en Justitie en de landsadvocaat anoniem in de vorm van een bommelding. Zijn stem werd echter herkend door de medewerkers. In oktober 2011 werd hij veroordeeld tot 60 uur taakstraf wegens doodsbedreiging van Telegraaf-journalist Bart Mos.
In het voorjaar van 2012 werd Kat geroyeerd door de Nederlandse Vereniging van Journalisten vanwege die veroordeling.
In februari 2012 werd hij veroordeeld tot twee maanden voorwaardelijk en een geldboete vanwege het bekladden van de woning van Joris Demmink. In maart dat jaar verloor Kat een kort geding dat door advocatenkantoor Vissers en Moszkowicz tegen hem was aangespannen. Kat schreef tientallen artikelen over het kantoor waarin hij de advocaten betichtte van onder meer oplichterij en corruptie. Ook discrimineerde hij een van de joodse advocaten van het kantoor. De rechter stelde Kat volledig in het ongelijk. Hij moest alle onrechtmatige artikelen van zijn site wissen en alle zoekmachines en websites die zijn artikelen hadden overgenomen, verzoeken de inhoud van het internet te verwijderen, op straffe van dwangsommen oplopend tot € 100.000 per onrechtmatige handeling. Verder werd Kat een gebiedsverbod opgelegd. Hij mocht gedurende een jaar niet meer bellen naar het kantoor en niet in de buurt van het kantoorpand komen. Ten slotte werd zijn website klokkenluideronline.nl gesloten en verscheen in plaats van die website een link naar de betreffende uitspraak van de Rechtbank Amsterdam van 6 maart 2012 op rechtspraak.nl. Kat zette zijn klokkenluiderssite voort onder een andere domeinnaam.
Op 25 april 2012 werd hij door de marechaussee aangehouden op luchthaven Schiphol bij aankomst uit Laos, omdat de politie hem wilde verhoren in verband met verschillende aangiftes van bedreigingen. In juni werd hij opnieuw opgepakt in Nederland en vastgezet in de gevangenis omdat de rechter vond dat hij de voorwaarden van zijn voorwaardelijke veroordeling had geschonden. Begin september werd hij voorwaardelijk in vrijheid gesteld. In december werd hij opnieuw opgepakt voor ondervraging, maar daarop weer vrijgelaten.
In februari 2013 werd in een nieuwe rechtszaak tegen Kat, door het Openbaar Ministerie 285 dagen gevangenisstraf geëist, waarvan 180 voorwaardelijk. Ook eiste het OM een werkstraf van 120 uur en dat Kat alle artikelen met namen van personen die in de afgelopen jaren aangifte tegen hem deden van zijn website zou verwijderen. Door alle gebeurtenissen kwam Kat zonder vaste woon- of verblijfplaats te zitten. Op 5 maart 2013 veroordeelde de Rechtbank Den Haag Kat wegens het doen van twee valse bommeldingen, bedreiging, laster, smaadschrift en belediging van meerdere personen, opruiing, belediging van een groep mensen (Holocaustontkenning), belaging en vernieling tot een gevangenisstraf van 345 dagen met aftrek van voorarrest waarvan 240 dagen voorwaardelijk, met een proeftijd van twee jaar. Tevens moest Kat de artikelen op internet, die in de bewezenverklaring werden genoemd, verwijderen. In hoger beroep werd dit vonnis op 27 mei 2016 door het Gerechtshof Arnhem-Leeuwarden grotendeels bevestigd; op de aanklacht van Holocaustontkenning werd Kat vrijgesproken. Dat arrest is bekrachtigd door de Hoge Raad.
Op 8 november 2014 berichtte NRC Handelsblad dat Kat maandelijks ca. € 2.500 van Chipshol zou hebben ontvangen "om op zijn website stampij te maken over pedofielennetwerken en babymoordenaars".
In 2015, toen Kat nog tijdelijk in Noord-Ierland woonde, raakte hij bevriend met Victoria Andreenkova, een in Ierland wonende Russische vrouw die naar eigen zeggen een relatie had met architect Graham Dwyer, die verdacht werd van het doden van de 36-jarige Ierse kinderopvangmedewerkster Elaine O'Hara in augustus 2012 en hiervoor vastzat (Dwyer werd in maart 2015, nadat een jury unaniem tot de conclusie was gekomen dat Dwyer Elaine O'Hara in 2012 vermoord had, tot een levenslange gevangenisstraf veroordeeld voor deze moord). Kat claimde in diverse YouTube-video's en op een website die hij had gemaakt ("Killing Irish Women") dat een door hem met naam genoemde Ierse politieagent verantwoordelijk was voor de moord op Elaine O'Hara en dat deze politieagent bovendien een seriemoordenaar was, en Kat beweerde bovendien meerdere malen dat Enda Kenny, de toenmalige premier van Ierland, een satanische regering leidde. Er werd een arrestatiebevel uitgevaardigd tegen Kat wegens minachting van de Ierse rechtbank en hij stemde er uiteindelijk mee in om de door hem gemaakte video's te verwijderen, om te voorkomen dat hij gevangen zou worden gezet.
Op 30 juni 2015 werd Kat door de rechtbank in Lelystad veroordeeld tot een gevangenisstraf van tien maanden wegens smaad aan het adres van NOS-hoofdredacteur Marcel Gelauff. In hoger beroep veroordeelde het Gerechtshof Leeuwarden hem op 22 november 2017 tot zes maanden celstraf.

### 2016 tot 2020
Op 20 oktober 2016 werd Kat in hoger beroep veroordeeld tot zeven dagen celstraf voor meerdere doodsbedreigingen aan het adres van Telegraaf-journalist Bart Mos. Volgens het Hof had hij 'zich meermalen schuldig gemaakt aan bedreiging met enig misdrijf tegen het leven gericht. Met deze bedreigingen heeft hij bij het slachtoffer angst en een sterk gevoel van onbehagen veroorzaakt'. Een aanvraag tot herziening van dat arrest is op 13 juli 2021 door de Hoge Raad afgewezen.
Op 28 maart 2017 verloor Kat een kort geding tegen de Volkskrant. Hij eiste twee weken eerder een rectificatie omdat de krant hem in een recensie een 'paranoïde gek' en de 'ongekroonde koning van het gekkenhuis' noemde. De voorzieningenrechter wees de eis af. Volgens de rechter mag een recensent stijlmiddelen gebruiken als overdrijving en bewust eenzijdig belichten. Daarnaast overwoog de rechter dat het boek Complotdenkers voldoende aanleiding geeft voor de gebruikte waardeoordelen. Door het verlies van de zaak moest Kat de proceskosten van ongeveer 3000 euro betalen.
In 2018 raakte Kat in opspraak nadat er op een van zijn oude websites kinderporno was gevonden. Dit was reden voor het IJslandse hostingbedrijf zijn websites enige tijd op zwart te zetten. Kat stelde dat hij deze beelden had gebruikt om zijn omstreden stellingen te onderbouwen.

### Vanaf 2020
Tijdens de coronacrisis in 2020 startte Kat samen met Wouter Raatgever en Joost Knevel het internetplatform Red Pill Journal, waarin onder andere complottheorieën rond pedofielennetwerken werden gepropageerd en bedreigingen geuit aan het adres van RIVM-topman Jaap van Dissel. Soortgelijke berichten verschenen ook op andere websites.
Het RIVM deed in februari 2021 aangifte tegen Kat wegens smaad en laster. Ook de gemeente Bodegraven-Reeuwijk deed aangifte wegens smaad, laster en opruiing. Aanleiding daarvoor waren de acties van complotdenkers die bloemen legden op graven van kinderen die op jonge leeftijd waren overleden. Kat gold als een van de aanjagers van de acties. Eind juni deed de landelijke vereniging van GGD’s aangifte tegen Kat, nadat op de door hem beheerde chatgroep De Bataafse Republiek bedreigingen waren geuit tegen de vaccinatieteams van de GGD's.
Naar aanleiding van de gebeurtenissen in Bodegraven oordeelde de kortgedingrechter in Den Haag op 2 juli 2021 dat er "geen enkel objectief bewijs voor de vergaande aantijgingen" rond pedofilienetwerken was. De drie complotdenkers (Kat, Knevel en Raatgever) moesten onmiddellijk stoppen met hun "ongefundeerde verdachtmakingen" en dienden de reeds gepubliceerde verhalen te verwijderen. Dit op straffe van een dwangsom van 5.000 euro per persoon per dag indien zij geen gehoor aan het besluit van de rechter zouden geven.
Op 22 juli 2021 werd Kat, die in Nederland nog ruim zes maanden gevangenisstraf moest uitzitten wegens smaad, laster en bedreiging van journalisten, gearresteerd in Noord-Ierland. Dit gebeurde op verzoek van het Nederlandse Openbaar Ministerie, dat al eerder een uitleveringsverzoek had gedaan. Hij werd kort daarna vrijgelaten op borgtocht, maar op 27 augustus 2021 weer in hechtenis genomen omdat hij – door bedreigende en opruiende tweets te plaatsen – de voorwaarden voor zijn vrijlating had geschonden.
Een Noord-Ierse rechter bepaalde in juli 2022 dat Kat uitgeleverd mocht worden aan Nederland. Kat ging in beroep daartegen, maar dat bezwaar werd eind augustus verworpen. Kat is eind augustus 2022 uitgeleverd aan Nederland.
Bij een zitting van de Haagse rechtbank op 28 maart 2023 werd tegen Kat vier jaar onvoorwaardelijke celstraf en een contactverbod met Jaap van Dissel en journalisten van het Algemeen Dagblad geëist.
Op 11 april 2023 veroordeelde de rechtbank in Den Haag Kat tot 28 maanden cel onder aftrek van voorarrest, waarvan vier maanden voorwaardelijk, onder andere wegens opruiing en bedreiging aan het adres van voormalig RIVM-directeur Jaap van Dissel.

## Prijzen
Op 20 oktober 2010 werd Kat uitgeroepen tot grenswetenschapper van het jaar 2010 en kreeg hij de 'Frontier Award' van grenswetenschapper Herman Hegge, de man van het blad Frontier Magazine en Frontier Radio. Grenswetenschapper is een ander woord voor pseudowetenschapper.

## Publicaties
- Publius Ovidius Naso: Minnekunst (Ars amatoria), uit het Latĳn vertaald, ingeleid en van aantekeningen voorzien door Micha Kat. Baarn: Ambo Klassiek, 1993. ISBN 9026311818 (2e dr. 2000, Uitg. Flamingo: ISBN 9041404384)
- Lux, Libertas en Leugens: het morele en journalistieke verval van NRC Handelsblad, Breda: Papieren Tijger, 2004. ISBN 9067281697
- Topadvocatuur: in de keuken van de civiele rechtspraktijk, Amsterdam: Memory Productions, 2004. ISBN 9077640010
- In-House bij de legal counsel, een bundeling van columns op de website advocatie.nl. Amsterdam: KSU, 2007. ISBN 9789077890301
- Boekhoudfraude, 13 schokkende fraudezaken in binnen- en buitenland, auteurs Micha Kat en Pieter Lakeman, 2010. ISBN 9789079872145